# Алфаров пиринчев пацов
Алфаров пиринчев пацов или Алфаров пиринчев хрчак (лат. Handleyomys alfaroi, енгл. Alfaro's rice rat, рус. Рисовый хомяк Альфаро) је врста сисара из реда глодара и породице хрчкова (Cricetidae).

## Распрострањење
Врста је присутна у Белизеу, Гватемали, Еквадору, Колумбији, Костарици, Мексику, Никарагви, Панами, Салвадору и Хондурасу.

## Станиште
Алфаров пиринчев пацов има станиште на копну.

## Угроженост
Ова врста није угрожена, и наведена је као последња брига јер има широко распрострањење.

### Популациони тренд
Популација ове врсте је стабилна, судећи по доступним подацима.